# (6347) 1995 BM4
(6347) 1995 BM4 es un asteroide perteneciente al cinturón de asteroides, región del sistema solar que se encuentra entre las órbitas de Marte y Júpiter, descubierto el 28 de enero de 1995 por Seiji Ueda y el astrónomo Hiroshi Kaneda desde el Kushiro Marsh Observatory, Hokkaido, Japón.

## Designación y nombre
Designado provisionalmente como 1995 BM4. 

## Características orbitales
1995 BM4 está situado a una distancia media del Sol de 2,271 ua, pudiendo alejarse hasta 2,410 ua y acercarse hasta 2,132 ua. Su excentricidad es 0,061 y la inclinación orbital 2,156 grados. Emplea 1250,23 días en completar una órbita alrededor del Sol.

## Características físicas
La magnitud absoluta de 1995 BM4 es 13,6.